# Felsőgyőr
Felsőgyőr Miskolc egyik városrésze, pontosabban több terület összefoglaló neve, melyet 2010 óta hivatalosan is használnak Berekalja és Majláth elnevezésére. A város nyugati részén található. 1886 előtt önálló község volt, akkor csatolták Diósgyőrhöz, majd ennek részeként 1945-ben Miskolchoz.

## Története
Felsőgyőr története a középkorba nyúlik vissza, amikor a helyi szerzetesrendek tevékenységi körzetén belül települések jöttek létre. Az egyik volt Csenik, amely a mai Csanyik-völgyben állt. A pálos szerzetesek vonzáskörzetében, Diósgyőr határában pedig egy másik jött létre, Felsőgyőr. Ez utóbbi település ragadványneve az uradalom birtokosa után Majláth lett, annak két fele után Alsó- és Felső-Majláth. Csenik ebbe már jóval korábban beolvadt. A 19. század végén az önálló község neve már Felsőgyőr volt, ezen a néven csatolták 1886-ban Diósgyőrhöz, ami 1945-től Miskolchoz tartozik. 2010-től a miskolci közgyűlés döntése alapján a területet ismét Felsőgyőrnek nevezik.

## Felépítése
Felsőgyőr három, jól elkülöníthető részből áll: Majláth, Berekalja, és a Majális-park felé eső részek, az egykori Csenik. Majláth is kétfelé bontható: a jellemzően lakótelepes Alsó-Majláthra, és a város legnyugatabbi lakótelepeként ismert, de családi házakban bővelkedő Felső-Majláthra. Berekalja egészen a Bükk hegység oldalában fekszik, kertvárosias övezet, akárcsak a nyugat felé kinyúló városrész. Fő útvonala a Hegyalja út. A városrészen végigfolyik a Szinva.

## Nevezetességek
- Diósgyőri Papírgyár és papírgyári múzeum.
- Az egykori pálos kolostor emlékműve.
- Alsó-Majláthon tevékenykedik a Magyar Máltai Szeretetszolgálat.
- A városrészen végighalad a Lillafüredi Állami Erdei Vasút nyomvonala (Majláth és Papírgyár megállókkal).

## Megközelíthetőség
A Zöld Nyíl-projekten belül zajló 2012-es felújításoktól kezdve Felső-Majláth a végállomása az 1-es villamosnak. A belváros felől ezzel, illetve a szintén itt végállomással rendelkező 54-es busszal, valamint a Majális park felé továbbhaladó 1-es és 53-as busszal közelíthető meg. Berekaljára a belváros felől az 1B és 101B járat közlekedik.
Innen indul az 5-ös és 15-ös busz Lillafüred illetve Ómassa felé. Korábban a felső-majláthi megállóból indult Berekaljára a 69-es járat is. 